# Abdel Hamid Sahil
 (août 2022).
La mise en forme du texte ne suit pas les recommandations de Wikipédia : il faut le « wikifier ».
Les points d'amélioration suivants sont les cas les plus fréquents :
- Les titres sont pré-formatés par le logiciel. Ils ne sont ni en capitales, ni en gras.
- Le texte ne doit pas être écrit en capitales (les noms de famille non plus), ni en gras, ni en italique, ni en « petit »…
- Le gras n'est utilisé que pour surligner le titre de l'article dans l'introduction, une seule fois.
- L'italique est rarement utilisé : mots en langue étrangère, titres d'œuvres, noms de bateaux, etc.
- Les citations ne sont pas en italique mais en corps de texte normal. Elles sont entourées par des guillemets français : « et ».
- Les listes à puces sont à éviter, des paragraphes rédigés étant largement préférés. Les tableaux sont à réserver à la présentation de données structurées (résultats, etc.).
- Les appels de note de bas de page (petits chiffres en exposant, introduits par l'outil «  Source ») sont à placer entre la fin de phrase et le point final[comme ça].
- Les liens internes (vers d'autres articles de Wikipédia) sont à choisir avec parcimonie. Créez des liens vers des articles approfondissant le sujet. Les termes génériques sans rapport avec le sujet sont à éviter, ainsi que les répétitions de liens vers un même terme.
- Les liens externes sont à placer uniquement dans une section « Liens externes », à la fin de l'article. Ces liens sont à choisir avec parcimonie suivant les règles définies. Si un lien sert de source à l'article, son insertion dans le texte est à faire par les notes de bas de page.
- La présentation des références doit suivre les conventions bibliographiques. Il est recommandé d'utiliser les modèles {{Ouvrage}}, {{Chapitre}}, {{Article}}, {{Lien web}} et/ou {{Bibliographie}}. Le mode d'édition visuel peut mettre en forme automatiquement les références.
- Insérer une infobox (cadre d'informations à droite) n'est pas obligatoire pour parachever la mise en page.

Pour une aide détaillée, merci de consulter Aide:Wikification.
Si vous pensez que ces points ont été résolus, vous pouvez retirer ce bandeau et améliorer la mise en forme d'un autre article.
Pour les articles homonymes, voir Sahil.
Abdel Hamid Sahil, né le 20 février 1957, est un athlète algérien, spécialiste du saut en hauteur. Il a participé aux Jeux olympiques d'été de 1980,.

## Carrière
Abdelhamid Sahil est un athlète algérien qui a dominé le saut en hauteur algérien dans les années 70 avant l'émergence de Othmane Belfaa.
Sociétaire du Mouloudia Club Algérois, recordman de l'Algérie de la spécialité, plusieurs fois Champion d'Algérie, il a participé  aux Jeux olympiques de Moscou en 1980,.

## Palmarès
- 1974 Match Algérie-Arabie Saoudite, 1er avec 1,85m
- 1975 aux Universiades Africaines à Accra (Ghana) 7ème (1,90m)
- 1975 au meeting de l'indépendance à Alger avec la participation de la Sélection Africaine, 1er (2,00 Record d'Algérie Battu)
- 1975 Match amical en Chine à Tcheng-Cheou (Province de Houan) 2ème avec 1,95m
- 1975 Match amical en Chine à Pékin 4ème avec 1,90m
- 1975 Match Amical à Madrid (Espagne) 3ème avec 2,08 (améliore son Record d'Algérie)
- 1975 Médaille d'Argent aux Championnats du Maghreb à Tunis (1,90m)
- 1975 aux Jeux méditerranéens à Alger, 5ème (2,00m)
- 1977 à la Réunion d'Alger, 4ème (2,00m) loin du vainqueur l'allemand du RDA Dreszler avec 2,11m
- 1977 Match Triangulaire à Alger Algérie-Turquie-Libye, 3ème (2,00m)
- 1977 Match Triangulaire à Lisbonne (Portugal) Portugal-Espagne-Algérie, 4ème (2,00m)
- 1977 Sélection Africaine pour la Coupe du Monde à Tunis, 4ème (2,05m) il ne sera pas qualifié pour la Coupe du Monde à Dusserldorf
- 1978 Médaille d'argent aux Jeux africains à Alger (2,14m ) derrière N'Gadjadoun (Tchad avec 2,18m)
- 1979 Médaille d'argent aux Championnats d'Afrique à Dakar (Sénégal) derrière Othmane Belfaa
- 1979 aux Jeux Méditerranéens de Split (ex Yougoslavie), 7ème (2,17 Record d'Algérie Battu)
- 1979 Absent à la Coupe du Monde à Montréal (Canada) (peut être pour blessure)
- 1980 aux Jeux Olympiques de Moscou (ex URSS), éliminé aux qualifications avec sa meilleure performance 2,18 m
- 1980 Match Afrique-Pays Balkaniques à Athènes (Grèce), 4ème (2,10m)
- 1980 aux Jeux islamiques à Izmir (Turquie), 2ème (2,10m)
- 1981 Meeting de Turin (Italie), 10ème (2,05m)